# Filmografia de Jennifer Lawrence
Esta é a lista completa de filmes e séries da atriz norte-americana Jennifer Lawrence.

## Filmes
| Ano  | Título                                | Papel                             | Notas |
| ---- | ------------------------------------- | --------------------------------- | --- |
| 2008 | Garden Party                          | Tiff                              | |
| 2008 | The Poker House                       | Agnes                             | |
| 2008 | The Burning Plain                     | Mariana                           | |
| 2010 | Winter's Bone                         | Ree Dolly                         | Florida Film Critics Circle De Melhor Atriz Principal Detroit Film Critics Society de Melhor Atriz Principal Dublin Film Critics' Circle de Melhor Atriz Principal San Diego Film Critics Society de Melhor Atriz Principal Toronto Film Critics Association de Melhor Atriz Principal Vancouver Film Critics Circle de Melhor Atriz Principal Washington D.C. Area Film Critics Association de Melhor Atriz Principal AACTA International Awardsde Melhor Atriz Principal Seattle International Film Festival de Melhor Atriz Principal Oscar de Melhor Atriz Principal Golden Globe Awards de Melhor Atriz em Filme Dramático Screen Actors Guild Awards de Melhor Atriz Principal - Cinema Critics' Choice Movie Awards de Melhor Atriz Principal - Cinema Chicago Film Critics Association de Melhor Atriz Principal Dallas–Fort Worth Film Critics Association de Melhor Atriz Principal Denver Film Critics Society de Melhor Atriz Principal Houston Film Critics Society de Melhor Atriz Principal London Film Critics' Circle de Melhor Atriz Principal Los Angeles Film Critics Association Award de Melhor Atriz Principal National Society of Film Critics Award de Melhor Atriz Principal New York Film Critics Circle de Melhor Atriz Principal Online Film Critics Society de Melhor Atriz Principal St. Louis Film Critics Association de Melhor Atriz Principal Independent Spirit Awards de Melhor Atriz Principal Alliance of Women Film Journalists Awards de Melhor Atriz Principal                |
| 2011 | Like Crazy                            | Sam                               | |
| 2011 | The Beaver                            | Norah                             | |
| 2011 | X-Men: First Class                    | Raven Darkhölme Xavier / Mystique | |
| 2012 | The Hunger Games                      | Katniss Everdeen                  | |
| 2012 | House at the End of the Street        | Elissa Cassidy                    | |
| 2012 | Silver Linings Playbook               | Tiffany Maxwell                   | Oscar de Melhor Atriz Principal Globo de Ouro de Melhor Atriz em Comédia ou Musical Screen Actors Guild Awards de Melhor Atriz Principal - Cinema Critics' Choice Movie Awards de Melhor Atriz Principal em Comédia -Cinema Austin Film Critics Association de Melhor Atriz Principal Denver Film Critics Society de Melhor Atriz Principal Detroit Film Critics Society de Melhor Atriz Principal Dublin Film Critics' Circle de Melhor Atriz Principal Houston Film Critics Society de Melhor Atriz Principal Los Angeles Film Critics Association Award de Melhor Atriz Principal de Melhor Atriz Principal AACTA International Awardsde Melhor Atriz Principal Film Independent Spirit Awards de Melhor Atriz Principal Gotham Awards de Melhor Elenco Satellite Awards de Melhor Atriz em Cinema BAFTA de Melhor Atriz Principal - Cinema Screen Actors Guild Awards de Melhor Elenco - Cinema Chicago Film Critics Association de Melhor Atriz Principal Dallas–Fort Worth Film Critics Association de Melhor Atriz Principal London Film Critics' Circle de Melhor Atriz Principal National Society of Film Critics de Melhor Atriz Principal New York Film Critics Circle de Melhor Atriz Principal Online Film Critics Society de Melhor Atriz Principal San Diego Film Critics Society de Melhor Atriz Principal St. Louis Film Critics Association de Melhor Atriz Principal Vancouver Film Critics Circle de Melhor Atriz Principal Washington D.C. Area Film Critics Association de Melhor Atriz Principal |
| 2013 | The Devil You Know                    | Zoe Hughes                        | Filmado em 2007 |
| 2013 | The Hunger Games: Catching Fire       | Katniss Everdeen                  | |
| 2013 | American Hustle                       | Rosalyn Rosenfeld                 | BAFTA de melhor atriz coadjuvante em cinema Globo de Ouro de melhor atriz coadjuvante em cinema Screen Actors Guild de Melhor Elenco em Cinema Critics' Choice Movie Awardsde Melhor Elenco em Cinema Denver Film Critics Society de Melhor Atriz Coadjuvante National Society of Film Critics de Melhor Atriz Coadjuvante New York Film Critics Circle de Melhor Atriz Coadjuvante Toronto Film Critics Association de Melhor Atriz Coadjuvante Vancouver Film Critics Circle de Melhor Atriz Coadjuvante AACTA International Awards de Melhor Atriz Coadjuvante Oscar de Melhor Atriz Coadjuvante Prémio Screen Actors Guild para Melhor Actriz Secundária num Filme Critics' Choice Movie Awards de Melhor Atriz Coadjuvante - Cinema Dallas–Fort Worth Film Critics Association de Melhor Atriz Coadjuvante Florida Film Critics Circle de Melhor Atriz Coadjuvante London Film Critics' Circle de Melhor Atriz Coadjuvante Online Film Critics Society de Melhor Atriz Coadjuvante San Diego Film Critics Society de Melhor Atriz Coadjuvante St. Louis Film Critics Association de Melhor Atriz Coadjuvante Washington D.C. Area Film Critics Association de Melhor Atriz Coadjuvante Alliance of Women Film Journalists Awards de Melhor Atriz Coadjuvante |
| 2014 | X-Men: Days of Future Past            | Raven Darkhölme Xavier / Mystique | |
| 2014 | Serena                                | Serena Pemberton                  | |
| 2014 | The Hunger Games: Mockingjay – Part 1 | Katniss Everdeen                  | |
| 2015 | The Hunger Games: Mockingjay – Part 2 | Katniss Everdeen                  | |
| 2015 | Joy                                   | Joy Mangano                       | Globo de Ouro de Melhor Atriz em Comédia ou Musical Óscar de melhor atriz principal Critics' Choice Movie Awards de Melhor Atriz Principal - Cinema Detroit Film Critics Society de Melhor Atriz Principal |
| 2016 | X-Men: Apocalypse                     | Raven Darkhölme Xavier / Mystique | |
| 2016 | Passengers                            | Aurora Lane                       | |
| 2017 | Mother!                               | Mãe                               | |
| 2018 | Red Sparrow                           | Dominika Egorova                  | |
| 2019 | Dark Phoenix                          | Raven Darkhölme Xavier / Mystique | |
| 2021 | Don't Look Up                         | Kate Dibiasky                     | Globo de Ouro de Melhor Atriz em Filme de Comédia ou Musical |
| 2022 | Causeway                              | Lynsey                            | Produtora |
| 2023 | No Hard Feelings                      | Maddie Barke                      | Globo de Ouro de Melhor Atriz em Filme de Comédia ou Musical]] |
| 2025 | Die, My Love                          | Grace                             | Produtora |

## Televisão
| Ano     | Título                | papel          | Notas                                       |
| ------- | --------------------- | -------------- | ------------------------------------------- |
| 2006    | Monk                  | Mascot         | Episódio: "Mr. Monk and the Big Game"       |
| 2007    | Cold Case             | Abby Bradford  | Episódio: "A Dollar, a Dream"               |
| 2007    | Medium                | Claire Chase   | Episódio: "Mother's Little Helper"          |
| 2008    | Medium                | Allison jovem  | Episódio: "But for the Grace of God"        |
| 2007–09 | The Bill Engvall Show | Lauren Pearson | 31 Episódios                                |
| 2013    | Saturday Night Live   | Host           | Episódio: "Jennifer Lawrence/The Lumineers" |
| 2014    | Saturday Night Live   | Herself        | Episódio: "Woody Harrelson/Kendrick Lamar"  |

## Documentários
| 2016 | A Beautiful Planet | Narradora |
| ---- | ------------------ | --------- |